# Viviennea tegyra
Viviennea tegyra là một loài bướm đêm thuộc phân họ Arctiinae, họ Erebidae.